# Hansjörg Pauli
Hansjörg Pauli (* 14. März 1931 in Winterthur; † 15. Februar 2007 in Locarno) war ein Schweizer Musikwissenschaftler und Schriftsteller. Er ist der Verfasser mehrerer musikwissenschaftlicher Aufsätze und Bücher sowie eines sehr bekannten Erklärungsansatzes zur Funktion von Filmmusik, welcher noch heute im Musikunterricht der allgemeinbildenden Schulen gelehrt wird, obgleich der Autor ihn 1994 wieder verwarf.

## Leben
Pauli studierte am Konservatorium Winterthur (heute: Zürcher Hochschule der Künste) und erhielt 1957–58 Privatunterricht bei Hans Keller (1919–1985). In den fünfziger Jahren war Pauli ausserdem als Jazzpianist und Musikkritiker beim Neuen Winterthurer Abendblatt tätig. Ab 1960 war er zunächst als Redakteur bei Radio Beromünster und, 1965–1968 beim Norddeutschen Rundfunk in Hamburg als Leiter der Abteilung Musik tätig.
1987 promovierte Pauli an der Universität Osnabrück.

## Erklärungsmodell zur Wirkung von Filmmusik
In seinem 1978 veröffentlichten Erklärungsmodell zur Wirkungsweise von Filmmusik setzt Pauli Bild und Musik einer Szene funktional in Beziehung. Er benennt drei „Typen“ von Filmmusik: die Paraphrasierung, die Kontrapunktierung und die Polarisierung.
Paraphrasierende Filmmusik stimmt in ihrer assoziativen und/oder emotionalen Wirkung mit den Inhalten des Filmbilds überein. Zu ihr zählt unter anderem die Technik des Mickey Mousing, eine Kompositionstechnik der Filmmusik, die, wie der Name bereits andeutet, häufig bei Cartoons angewendet wird. Sie beinhaltet eine direkte akustische Nachbildung der auf dem Filmbild befindlichen Bewegung. Eines der bekanntesten Beispiele für diese Technik, bzw. für die Technik des Underscorings im Allgemeinen, ist Max Steiners Filmmusik zum 1933 gedrehten Spielfilm King Kong und die weiße Frau.
Kontrapunktierende Filmmusik erzeugt einen Kontrast zur durch die Filmbilder erzeugten Stimmung. Ein sehr typisches Beispiel hierfür ist eine Sequenz aus dem 1987 erschienenen Spielfilm Good Morning, Vietnam, in der zu Bildern von Krieg und Zerstörung das von Louis Armstrong gesungene Lied What a Wonderful World (1968) gespielt wird.
Polarisierende Filmmusik schafft eine emotionale Referenz für ein inhaltlich (mehr oder weniger) neutrales Bild. Sie existiert also um Assoziationen zu erzeugen oder Gefühle zu wecken, wo das Filmbild allein dies nicht oder nur bedingt tun würde.

## Bücher
- Filmmusik: Stummfilm. Klett-Cotta, Stuttgart 1981, ISBN 3-129-36310-6
- Für wen komponieren Sie eigentlich? Fischer 1982, ISBN 3-100-60601-9
- Stanley Kubrick. Carl Hanser, 1989, ISBN 3-446-12639-2
- Filmmusik. Ein historisch-kritischer Abriß. In:  H.-Chr. Schmidt (Hrsg.): Musik in den Massenmedien Rundfunk und Fernsehen. Perspektiven und Materialien. Schott, Mainz 1976, S. 91–119. ISBN 3-7957-2611-5
- Funktionen von Filmmusik. In: Helga de la Motte-Haber (Hrsg.): Film und Musik. Schott, Mainz 1993
- Hermann Scherchen 1891-1966. Kommissionsverlag Hug & Co., Zürich 1993 (Neujahrsblatt der Allgemeinen Musikgesellschaft Zürich, Bd. 177)

## Artikel
- Auf dem Threni von Strawinsky. In: Tempo. Neue Reihe, 1958, Nr. 49, S. 16–17 und 21–33
- Hans Werners Henze italienische Musik. Kerbe 1959, Nr. 25
- Vergegenwärtigung der poetischen Absichten für das Gefühl. Über Bernard Herrmanns Musik zum Film "Citizen Kane". In: Hartmut Krones (Hrsg.): Bühne, Film, Raum und Zeit in der Musik des 20. Jahrhunderts. Wiener Schriften zur Stilkunde und Aufführungspraxis, WIEN MODERN 3, Wien/Köln/Weimar 2003